# Józef Krzyżański

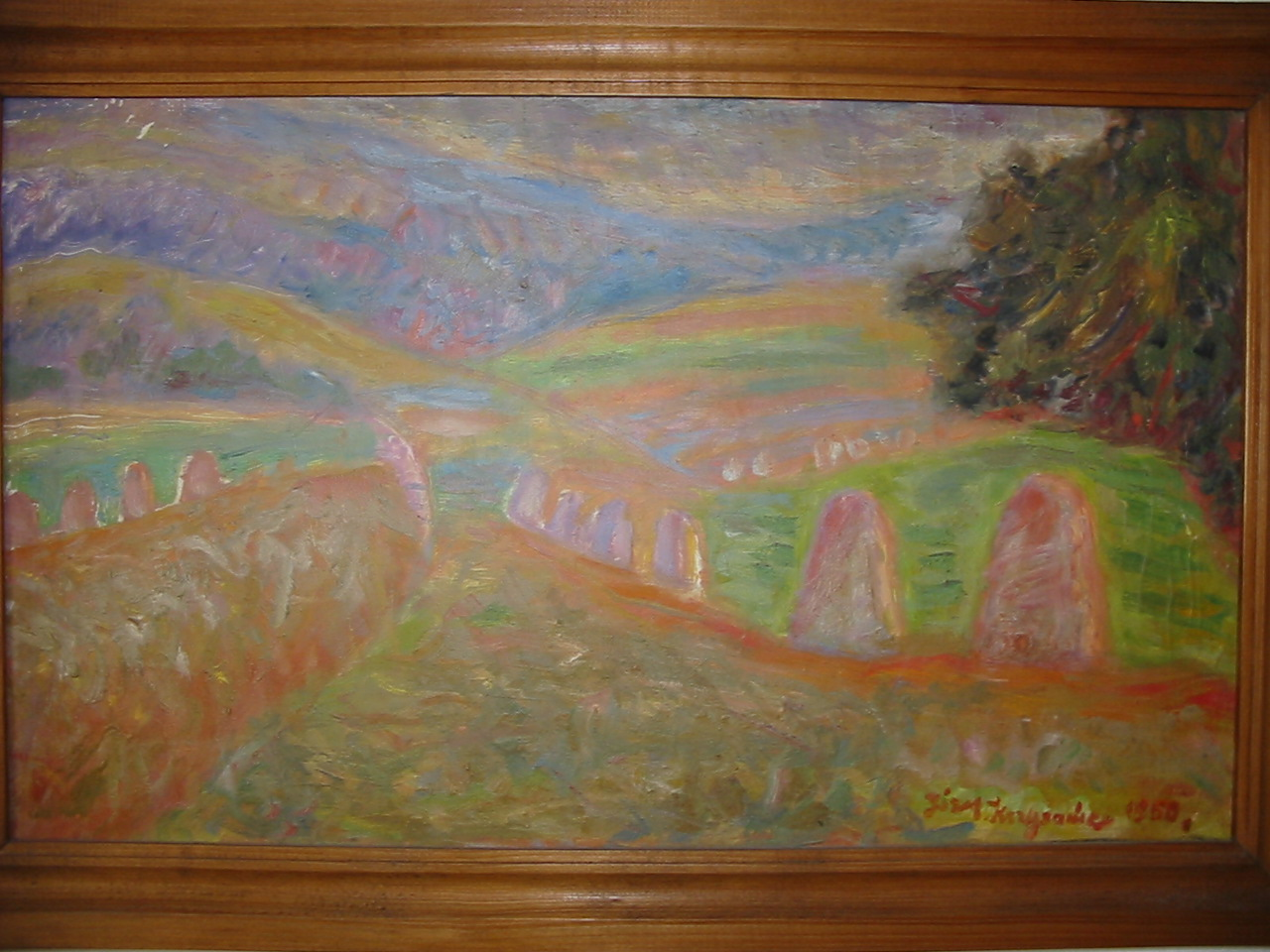
Józef Krzyżański – Sianokosy

Józef Krzyżański (ur. 17 marca 1898 w Hnilicach Wielkich, zm. 9 lipca 1987 w Poznaniu) – artysta malarz kapista związany ze środowiskiem poznańskim.

## Życie i działalność
Urodził się na Podolu w rodzinie ziemiańskiej. Studiował na Akademii Sztuk Pięknych w Krakowie w pracowniach Stanisława Kamockiego i Teodora Axentowicza. Dyplom krakowskiej ASP uzyskał w 1924. W latach 1925–1929 kontynuował studia malarskie w filii krakowskiej Akademii Sztuk Pięknych w Paryżu u Józefa Pankiewicza zostając jego asystentem. Od lat 30. XX wieku tworzył w Poznaniu. Posiadał majątek w Trzaskowie. Malował przede wszystkim pejzaże i portrety, również akty, pozostając pod wpływem fowistów i ekspresjonistów. Domeną jego było malarstwo olejne. 
W okresie międzywojennym jego prace były wystawiane między innymi: w warszawskiej „Zachęcie” (1922, 1932), w Towarzystwie Przyjaciół Sztuk Pięknych w Poznaniu (1924, 1932), w Pałacu Sztuki w Krakowie (1931), w Muzeum Historii Sztuki w Łodzi (1936), w Instytucie Propagandy Sztuki w Warszawie (1938 z Tadeuszem Piotrem Potworowskim), także w  Paryżu w Salonie Niezależnych i w Nowym Jorku na Wystawie Światowej w 1939. Łącznie jego prace prezentowane były na około 250 wystawach w Polsce i na całym świecie w omawianym okresie, jak i po II wojnie światowej (1959, 1962). Określany jest mianem „jednego z najciekawszych malarzy kolorystów związanych z Poznaniem”. Odznaczony Krzyżem Kawalerskim Orderu Odrodzenia Polski.
Na budynku, w którym mieszkał przy ul. Krakowskiej 30 w Poznaniu, umieszczono tablicę pamiątkową autorstwa Józefa Petruka. 

## Związki rodzinne
W 1936 r. ożenił się z Haliną Górską, romanistką, z którą miał syna Jacka i córkę Ewę.  
Córka Ewa Trzeciakowska z domu Krzyżańska, prawniczka, jest żoną historyka Lecha Trzeciakowskiego. 